# کم کردن (فیلم ۲۰۱۶)
کم‌کردن (به انگلیسی: The Thinning) یک هیجانی آمریکایی به کارگردانی مایکل گالاگر و محصول سال ۲۰۱۶ است.

## داستان
در آینده‌ای نزدیک، منابع زمین تقریباً به دلیل ازدیاد جمعیت تمام می‌شود، به طوری که سازمان ملل متحد اعلام می‌کند که همه ملت‌ها باید جمعیت خود را تا ۵٪ کاهش دهند. در حالی که برخی کشورها افراد مسن خود را حذف می‌کنند و دیگر کشورها سیاست تک‌فرزندی را اجرا می‌کنند؛ در ایالات متحده برای کاهش جمعیت یک آزمون استاندارد از کلاس اول ابتدایی تا کلاس دوازدهم گرفته می‌شود و کسانی که کمترین نمره را کسب می‌کنند حذف می‌شوند. اما هنگامی که دو دانش‌آموز متوجه توطئه‌ای پشت پرده این آزمون می‌شوند، با افشا کردن این مسئله با سیستم مبارزه می‌کنند و …